# Oratorio di San Rocco (Altare)
L'oratorio di San Rocco è un luogo di culto cattolico situato nel comune di Altare, in piazza San Rocco, in provincia di Savona.

## Storia e descrizione
Originariamente dedicato al protettore dei vetrai - san Filiberto abate - fu eretto nel 1590 e solo dopo la debellazione della pestilenza, che flagellò gli abitanti tra il 1628 e il 1631, fu intitolato a san Rocco.
Oggi l'oratorio, a seguito di un accurato restauro ultimato nel 2008, è tornato all'originario splendore.
All'interno sono presenti due statue dei santi Filiberto e Rocco, quest'ultima nel XVII secolo portata a spalle dei vetrai altaresi da Parma e Piacenza ad Altare per adempiere a un voto. Ancora oggi la statua in gesso viene portata in processione il 16 agosto nel corso della festa patronale.